# Epedanus
Genre
Epedanus est un genre d'opilions laniatores de la famille des Epedanidae.

## Distribution
Les espèces de ce genre sont endémiques de Bornéo.

## Liste des espèces
Selon World Catalogue of Opiliones (27/06/2021) :
- Epedanus armatus Banks, 1930
- Epedanus brevipalpus Banks, 1930
- Epedanus cavicolus Banks, 1930
- Epedanus pictus Thorell, 1876
- Epedanus praedo Sørensen, 1932

## Publication originale
- Thorell, 1876 : « Descrizione di alcune specie di Opilioni dell' Arcipelago Malese appartenenti al Museo Civico di Genova. » Annali del Museo Civico di Storia Naturale di Genova, vol. 9, p. 111–138 (texte intégral).